# Prix de Soussay
Le prix de Soussay, de la fondation Édouard de Soussay, est un « prix littéraire triennal, attribué à un livret d’opéra, en vers ou en prose, non encore représenté, par une commission composée pour moitié des membres de l’Académie française et pour moitié de membres de la section de composition musicale de l’Académie des beaux-arts ».

## Lauréat
1915 : Charles Dumas